# 薩拉普爾區

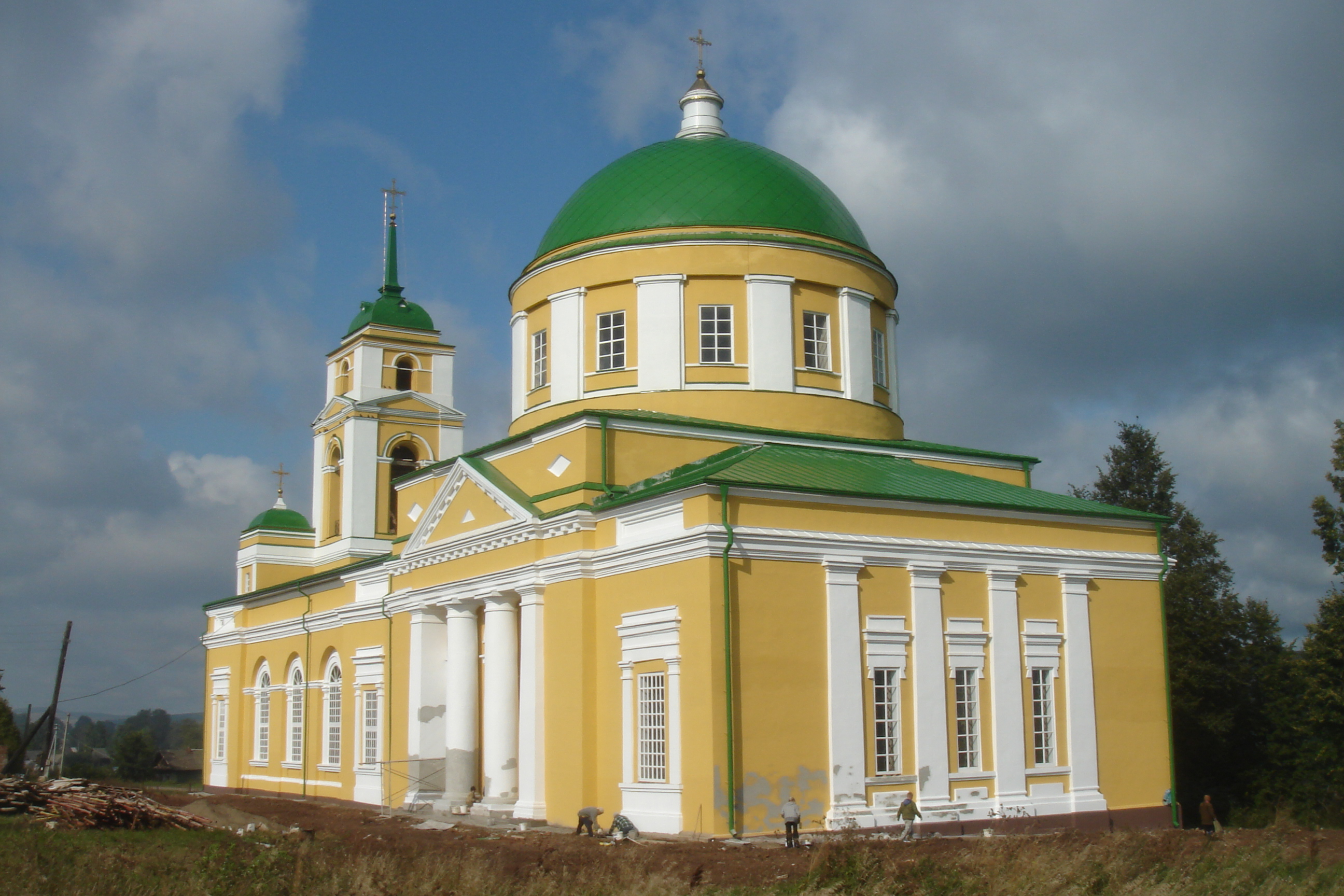

56°27′47″N 53°11′38″E / 56.463°N 53.194°E
薩拉普爾區（俄语：Сарапульский район），是俄羅斯的一個區，位於該國西南部，由烏德穆爾特共和國負責管轄，面積1,887.6平方公里，2010年人口24,625，人口密度每平方公里13.12人。